# Arrondissement d'Antony
Pour les articles homonymes, voir Antony (homonymie).
L'arrondissement d'Antony est une division administrative française, située dans le département des Hauts-de-Seine et la région Île-de-France.

## Composition

### Création en 1967
L'arrondissement d'Antony est créé au 1er janvier 1967 par le décret du 30 décembre 1966.

### Composition avant 2015

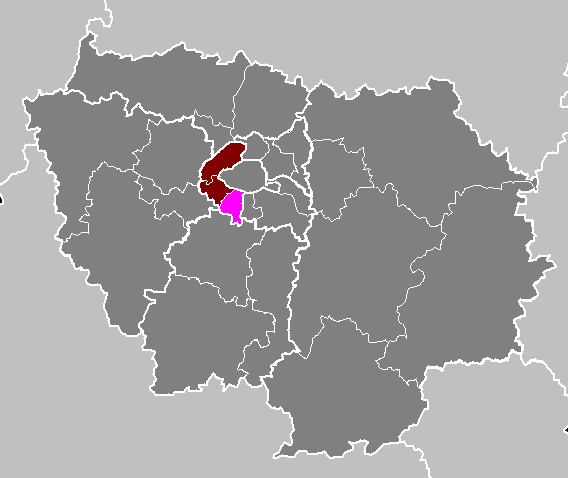
Localisation de l'arrondissement avant 2015.

L'arrondissement d'Antony couvre onze cantons :
- le canton d'Antony ;
- le canton de Bagneux ;
- le canton de Bourg-la-Reine ;
- le canton de Châtenay-Malabry ;
- le canton de Châtillon ;
- le canton de Clamart ;
- le canton de Fontenay-aux-Roses ;
- le canton de Malakoff ;
- le canton de Montrouge ;
- le canton du Plessis-Robinson ;
- le canton de Sceaux

### Découpage communal depuis 2015
Depuis 2015, le nombre de communes des arrondissements varie chaque année soit du fait du redécoupage cantonal de 2014 qui a conduit à l'ajustement de périmètres de certains arrondissements, soit à la suite de la création de communes nouvelles. Le nombre de communes de l'arrondissement d'Antony est ainsi de 12 en 2015, 12 en 2016 et 11 en 2017.
Au 1er janvier 2024, l'arrondissement groupe les 11 communes suivantes :
1. Antony
2. Bagneux
3. Bourg-la-Reine
4. Châtenay-Malabry
5. Châtillon
6. Clamart
7. Fontenay-aux-Roses
8. Malakoff
9. Montrouge
10. Le Plessis-Robinson
11. Sceaux

## Démographie
En 2022, l'arrondissement comptait 408 084 habitants.
| 1968    | 1975    | 1982    | 1990    | 1999    | 2006    | 2011    | 2016    | 2021    |
| ------- | ------- | ------- | ------- | ------- | ------- | ------- | ------- | ------- |
| 396 431 | 390 883 | 372 210 | 373 097 | 380 371 | 402 868 | 416 046 | 396 552 | 406 344 |

| 2022    | - | - | - | - | - | - | - | - |
| ------- | - | - | - | - | - | - | - | - |
| 408 084 | - | - | - | - | - | - | - | - |

## Sous-préfets
| Période | Période        | Identité           | Fonction précédente | Observation |
| ------- | -------------- | ------------------ | ------------------- | ----------- |
|         |                |                    |                     |             |
| 1982    | 1986           | Jean-Michel Bérard |                     |             |
|         |                |                    |                     |             |
| 1993    | 8 février 1996 | Gérard Bougrier    |                     |             |
|         |                |                    |                     |             |
| 2003    | 2006           | Alain Zabulon      |                     |             |
|         |                |                    |                     |             |

Depuis 2011, dans un souci de simplification administrative, le sous-préfet d'Antony est également sous-préfet de l'arrondissement de Boulogne-Billancourt et a rang de préfet.